# بزاق أباد
بزاق أباد (بالفارسية: بزاق‌آباد) هي قرية تقع في غلستان في إيران. يقدر عدد سكانها بـ 120 نسمة بحسب إحصاء 2016.